# Walter Hübner (SA-Mitglied)
Richard Walter Hübner (* 24. August 1906 in Rixdorf; † 1969 in Berlin) war ein deutscher SA-Führer, zuletzt im Rang eines SA-Oberführers.

## Leben und Tätigkeit
Hübner war ein Sohn des Polizeibeamten Karl Hübner (* 11. April 1879) und dessen Ehefrau Louise, geb. Schöneck (* 2. März 1876 in Follstie). Nach dem Besuch der Volksschule und einer Knabenmittelschule wurde er zum Feinmechaniker ausgebildet. Anschließend arbeitete er als privater Kraft- und Lieferfahrer.
Politisch fand Hübner Mitte der 1920er Jahre Anschluss an die extreme politische Rechte in der Weimarer Republik. Von 1925 bis 1927 gehörte er dem Wiking-Bund an.
Zum 1. Dezember 1928 trat Hübner in die NSDAP ein (Mitgliedsnummer 105.735). Bereits zum 1. August 1928 war er in die Berliner Sektion der Sturmabteilung (SA) eingetreten. In NS-Kreisen wurde Hübner in den folgenden Jahren unter dem Spitznamen „Naute“ bekannt. In dieser wurde er zunächst dem SA-Sturm 25 in Neukölln zugewiesen. Vom 1. August 1928 bis zum 15. September 1931 wurde er als Truppführer (1930) bzw. später als Sturmführer in diesem Sturm eingesetzt. Anschließend führte er vom 15. September 1931 bis zum 4. September 1933 als Sturmbannführer den Sturmbann II/3 in Neukölln.
Zum 5. September 1933 übernahm Hübner als Nachfolger von Werner Mühlberg die Führung der SA-Standarte 3 (Neukölln), womit er in das Führerkorps der damals wichtigsten und größten SA-Gruppe in Deutschland, der SA-Gruppe Berlin-Brandenburg, aufrückte. Nachdem er diesen Posten zunächst in Form einer "m. d. F. b."-Stellung bekleidete, wurde er schließlich, nach einer Bewährungsphase, regulär in ihn eingesetzt. In dieser Stellung wurde er schließlich bis zum SA-Oberführer befördert.
Von 1939 bis 1944 nahm Hübner als Soldat am Zweiten Weltkrieg teil. Während des Krieges wurde er nacheinander zum Unteroffizier (1. März 1940), Feldwebel (1. Juni 1943) und Leutnant (1. Januar 1944) befördert.

## Beförderungen
- 1. April 1930: SA-Truppführer
- 1. März 1931: Sturmführer (gemäß Verfügung des Standartenführers der Standarte 3, Krach)
- 15. September 1931: SA-Sturmbannführer (gemäß Verfügung des Standartenführers der Standarte 3, Schwarz)
- 5. Oktober 1933: Obersturmbannführer (gemäß Befehl der SA-Gruppe Berlin Brandenburg)
- 15. Februar 1934: SA-Standartenführer (gemäß Führerbefehl Nr. 23 vom 27. März 1934)
- 9. November 1942: SA-Oberführer (gemäß Führerbefehl der Obersten SA-Führung Nr. 80)

## Überlieferung
Zu Hübner haben sich Personalunterlagen im ehemaligen Berlin Document Center (BDC) erhalten, das heute Teil des Bundesarchivs ist.